# Charlie Haden

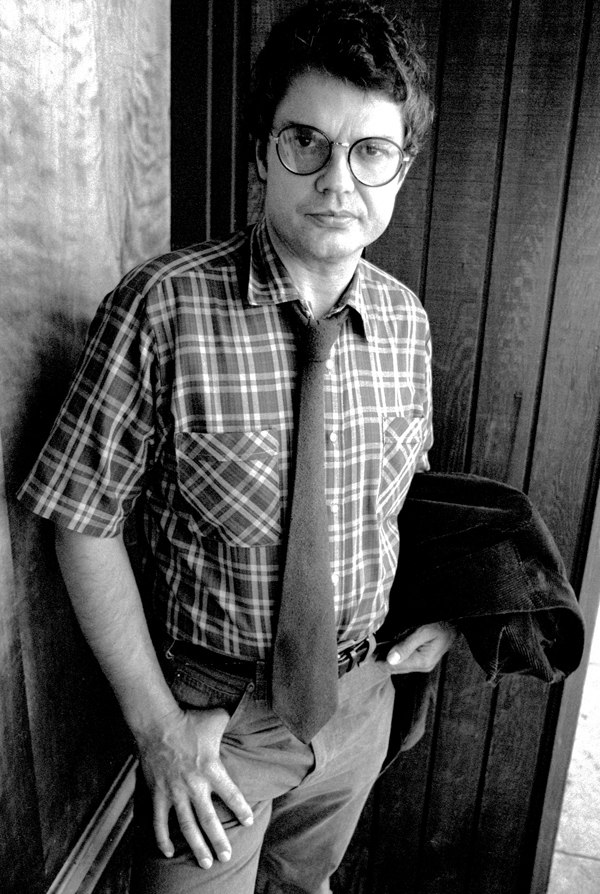
Charlie Haden (1981)

Charles Edward „Charlie“ Haden (* 6. August 1937 in Shenandoah, Iowa; † 11. Juli 2014 in Los Angeles, Kalifornien) war ein amerikanischer Jazz-Kontrabassist, Komponist und Bandleader. Er gilt als einer der stilprägenden Vertreter des Free Jazz. Auf dem grundlegenden Album Free Jazz: A Collective Improvisation war er 1960 als Mitglied im Doppel-Quartett von Ornette Coleman beteiligt. Wenige Jahre später gehörte Haden zum ersten Trio des Pianisten Keith Jarrett und begann, eigene Gruppen zu formieren, von denen sich einige als sehr langlebig erwiesen. Eine charakteristische, betont schlichte Spielweise und ein markanter Sound machten ihn zu einem stilprägenden Vertreter seines Instruments im zeitgenössischen Jazz. Haden galt als ausgesprochen „politischer“ Künstler und bezog in der Öffentlichkeit regelmäßig zu gesellschaftlichen Problemen Stellung.

## Leben

### Herkunft, Jugend und frühe Karriere
Hadens Herkunft aus dem Mittleren Westen – er verbrachte Kindheit und Jugend in dem kleinen Ort Forsyth (Missouri) – hat ihn früh und nachhaltig geprägt. Die elterliche Familie gestaltete in einem lokalen Radiosender ein regelmäßiges Programm, die Haden Family Radio Show, in der der junge Charlie bereits im Alter von 22 Monaten als Sänger auftrat. Um die Mitte des 20. Jahrhunderts war – gerade in den „provinziellen“ Gegenden der USA – ein solch früher Einstieg in die Musikerlaufbahn weniger ungewöhnlich, als dies aus der Perspektive eines heutigen Europäers scheinen mag. Beispielsweise begann Hadens – aus einem Indianerreservat in Oklahoma stammender – Bassistenkollege Oscar Pettiford seine Karriere in vergleichbarer Weise. Die Haden-Familienband interpretierte vor allem Country-&-Western-Songs; auf das musikalische Material dieses Stils griff Haden zeit seines Lebens zurück.
Im Alter von 14 Jahren zog sich Haden jedoch eine leichte Form von Poliomyelitis zu, die seinen Kehlkopf und seine Stimmbänder dauerhaft schädigte. Die lockere Struktur der Familienband erlaubte ihm, mit verschiedenen Musikinstrumenten als möglicher Alternative zum Gesang zu experimentieren, jedoch legte er sich erst im Alter von 19 Jahren auf den Kontrabass als Hauptinstrument fest.
Um eine formale Ausbildung auf seinem Instrument zu erhalten, übersiedelte Haden 1957 nach Los Angeles. Da er sich zu dieser Zeit bereits intensiver mit zeitgenössischer improvisierter Musik befasste, war der Umzug in die südkalifornische Metropole mit ihrer seinerzeit lebendigen Jazz-Szene eine naheliegende Wahl. Neben einem Instrumentalstudium am Westlake College erhielt Haden in dieser Zeit auch privaten Unterricht bei Red Mitchell, der zu dieser Zeit als einer der renommiertesten Bass-Solisten an der amerikanischen Westküste galt.
Sowohl in Westlake als auch bei Mitchell studierte zeitweise auch Scott LaFaro, mit dem Haden einige Monate eine Wohnung teilte. Haden und LaFaro gelten, wenn auch auf sehr unterschiedliche Weise, als bedeutende Wegbereiter der als musikalisch revolutionär empfundenen „Emanzipation des Jazzbasses“ in den 1960er Jahren.

### Durchbruch mit dem Ornette-Coleman-Quartett
Obwohl als Bassist noch am Anfang stehend, konnte sich Haden auf der Szene von Los Angeles relativ problemlos etablieren, weil er durch seine lange professionelle Erfahrung bereits über einen ausgeprägten Sinn für Melodik und große rhythmische Sicherheit verfügte. Innerhalb weniger Monate erhielt er Engagements bei renommierten Größen des Jazz an der Westküste, darunter beispielsweise Dexter Gordon, Hampton Hawes oder Art Pepper. Als besonders wichtig für seine Zukunft sollten sich jedoch die sonntäglichen Jamsessions im Hillcrest Club  erweisen, während deren Haden erstmals die Mitglieder des zukünftigen Ornette-Coleman-Quartetts kennenlernen sollte, nämlich den Trompeter Don Cherry und den Schlagzeuger Billy Higgins. Während diese beiden, ebenso wie Haden selbst, als aufstrebende Newcomer betrachtet wurden, begegnete die kalifornische Szene dem aus Fort Worth zugereisten Saxophonisten Ornette Coleman aufgrund seines unkonventionellen, technisch wenig überzeugenden Spiels mit großen Vorbehalten. Dennoch probten die vier Musiker regelmäßig miteinander; außerdem ließ sich Lester Koenig, der Chef von Contemporary Records, von Red Mitchell überreden, Plattenaufnahmen mit Coleman zu machen, allerdings ohne oder nur mit Teilen des geprobten Quartetts. Jedoch war es gerade die Abwesenheit eines geeigneten Bassisten, auf die Coleman den mangelnden künstlerischen Erfolg dieser ersten Produktionen zurückführte. Dies änderte sich erst, als das Coleman-Quartett 1959 auch an der Ostküste auftrat und der Bandleader durchsetzte, dass auch der noch kaum bekannte Charlie Haden für die Studioaufnahmen bei Atlantic Records berücksichtigt wurde. Die Folgen für das klingende Ergebnis erwiesen sich als drastisch:

„Haden ist – wie Leonard Feather bemerkt – ein eher ‚teilnehmender als begleitender‘ Bassist. Er folgt den Linien der Bläser unabhängig von funktionsharmonischen Gesichtspunkten und liefert ihnen – bevorzugt in den tiefen Lagen spielend – eine Basis, die den Improvisatoren eine freie Linienführung erlaubt, ihnen aber gleichzeitig als Zentrum und Bezugsrahmen zu dienen vermag. Die mit Haden und Higgins […] eingespielten Schallplatten The Shape of Jazz to Come und Change of the Century gehören zu den musikalisch geschlossensten, die das Quartett […] aufnahm.“

Coleman selbst war sich der Bedeutung Hadens für eine adäquate Umsetzung seiner Klangvorstellung deutlich bewusst; abgesehen von dem großen Freiraum, den er seinem Bassisten ohnehin ließ, widmete er ihm auf der erwähnten Platte Change of the Century eine Feature-Nummer mit dem Titel The Face of the Bass und kommentiert diese in den begleitenden liner notes mit den Worten:

“It is unusual to come across someone as young as he is and find that he has such a complete grasp of the ‘modern’ bass: melodically independent and non-chordal.”

„Es ist ungewöhnlich, jemandem zu begegnen, der in so jugendlichem Alter schon ein so ausgeprägtes Verständnis des ‚modernen‘ Bass-Spiels hat: melodisch unabhängig und nicht akkordbezogen.“

Der schlagartig einsetzende Erfolg des Quartetts forderte allerdings einen erheblichen psychischen Tribut. Mit Ausnahme von Coleman selbst hatten alle Bandmitglieder mit Drogenproblemen zu kämpfen. Dadurch konnte die Gruppe ihren Konzertverpflichtungen immer seltener zuverlässig nachkommen, bis sie im Laufe der Jahre 1961/62 endgültig auseinanderfiel. Charlie Haden begab sich – unter anderem auf Druck seines Leaders – mehrfach in Therapieeinrichtungen, musste sich aber einige Jahre weitgehend von der Szene zurückziehen. Mit Ornette Coleman sollte er erst 1968 wieder musizieren.

### Beginn des politischen und sozialen Engagements in den späten 1960er Jahren
Nach schließlich erfolgreichem Entzug ließ sich Haden 1966 in New York nieder. In der Metropole des Jazz hatten sich die ästhetischen Vorgaben zwischenzeitlich drastisch gewandelt: Free Jazz war die Musik des Tages, zu der sich neben der Mehrzahl junger Musiker (wie Archie Shepp und Albert Ayler) auch viele bereits etablierte Musiker bekannten. Als Integrationsfigur zwischen dem älteren Mainstream und den Avantgardisten fungierte dabei insbesondere der Tenorsaxophonist John Coltrane, dessen Bassist Jimmy Garrison mittlerweile einen Stil entwickelt hatte, der zu dem Hadens bemerkenswerte Parallelen aufweist. Da Coltrane bereits im Sommer 1967 verstarb, fand Haden nur noch wenig Gelegenheit, mit ihm zu spielen. „Tranes“ Witwe, die Pianistin und Harfenistin Alice Coltrane, beauftragte Haden jedoch nach dem Tod ihres Mannes, auf einigen seiner späten Aufnahmen neue Bass-Stimmen im Overdub-Verfahren einzuspielen. Titel wie Peace on Earth zeugen dabei vom spirituell-suchenden Charakter der letzten Schaffensphase in Coltranes Lebenswerk, von dem sich Haden – wie so viele Musiker dieser Generation – beeinflussen ließ.
In den Monaten nach Coltranes Tod fand die kleine Subkultur der New Yorker Jazz-Avantgarde zu einem weit extrovertierteren, rebellischen Gestus. Politische Stellungnahmen und Forderungen nach sozialem Wandel fanden nun verstärkt Eingang in die musikalische Arbeit der jungen Künstler; man solidarisierte sich allenthalben mit den eher radikalen Gruppierungen der Bürgerrechtsbewegung und kritisierte die Außenpolitik der US-Regierung, insbesondere in Vietnam und in Lateinamerika.
Das von Haden zusammen mit der Pianistin Carla Bley 1969 ins Leben gerufene Liberation Music Orchestra besteht bis heute und formuliert seitdem in wechselnden Besetzungen und verschiedenen stilistischen Ausrichtungen musikalischen Protest an Missständen in den USA. Seine auf dem Erstlingsalbum des Orchesters enthaltene Komposition Song for Che spielte Haden auch 1971 während eines Gastspiels in Portugal. In seiner Ansage widmete der Bassist das Stück den Gegnern des diktatorischen Regimes von Marcelo Caetano, woraufhin er umgehend verhaftet und von der Geheimpolizei DGS verhört wurde.
Jedoch bewegten ihn nicht nur die „großen“ politischen Themen der Zeit; auch als musikalischer Fürsprecher des Tierschutzes hat sich Haden hervorgetan: 1979 nahm er mit Old and New Dreams eine Komposition seiner Tochter Petra, Song for the Whales auf. Aus persönlicher Betroffenheit initiierte er ein Projekt zur Erforschung und Therapie des Tinnitus.

### Die 1970er und 1980er Jahre
In diesem Zeitraum nahm Haden regelmäßig vor allem für das Münchener Plattenlabel ECM des ebenfalls Kontrabass spielenden Produzenten Manfred Eicher auf. Seit dieser Zeit begann er auch, verstärkt mit europäischen Musikern zusammenzuarbeiten, allen voran dem norwegischen Saxophonisten Jan Garbarek. 1979 verließ Haden New York und nahm wiederum in Los Angeles seinen Wohnsitz, dort lernte er seine spätere (zweite) Frau Ruth Cameron kennen. Ihr widmete er etliche Kompositionen, von denen er vor allem First Song regelmäßig neu interpretierte. Auch die Stadt Los Angeles selbst hat er mehrfach als wichtige musikalische Inspiration bezeichnet, wobei er sich vor allem auf die „Angel City“ bezog, die er in seiner Jugend kennengelernt hat und wie sie in den Romanen von Raymond Chandler – gleichfalls nicht selten verklärend – geschildert wird. Die 1980er Jahre brachten schließlich die musikalische Anerkennung Hadens weit über den Bereich des Avantgarde-Jazz hinaus, so etwa in Produktionen mit Musikern wie Michael Brecker, John Scofield, Chet Baker oder Dino Saluzzi.
Das Montreal International Jazz Festival ehrte den Bassisten 1989 in besonderer Weise: An jedem Abend des Festivals trat er mit einer anderen Besetzung auf, unter seinen musikalischen Partnern befanden sich im Verlauf dieser Woche viele alte Weggefährten. Die Konzerte wurden sämtlich mitgeschnitten und sind heute als The Montreal Tapes (Verve) beziehungsweise In Montreal (ECM) erhältlich.

### Seit 1990

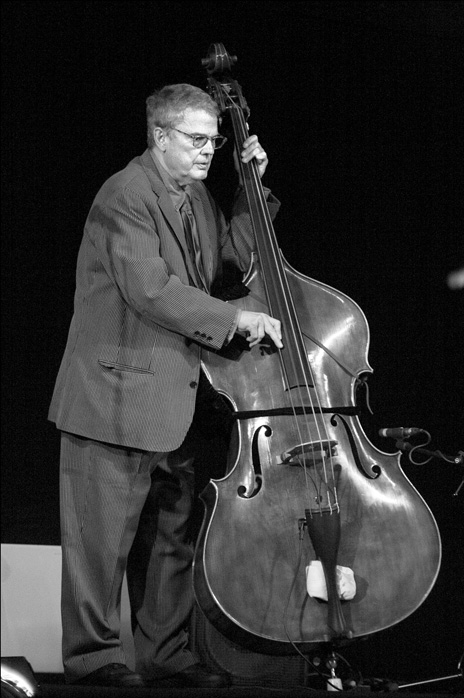
Charlie Haden (2007)

Hadens künstlerische Arbeit war spätestens seit den 1990er Jahren von den Schwierigkeiten geprägt, die er durch seinen Tinnitus hatte. Er experimentierte mit speziell angefertigten Ohrstöpseln, die bestimmte sensible Frequenzen im Hörbereich unterdrücken, sowie mit schalldämpfenden Stellwänden aus Plexiglas, hinter denen er sich bei Konzerten mit großen und lautstarken Gruppen zu schützen suchte.
Die Tendenz zu reduzierten, introvertierten musikalischen Aussagen war bei Haden schon früher erkennbar und ein allgemeines Kennzeichen seines reifen Stils, der spätestens um 1990 voll ausgeprägt war. Im Jahr 2008 erschien ein Dokumentarfilm von Reto Caduff über sein Leben und seine Musik unter dem Titel „Charlie Haden Rambling Boy“ anlässlich seines 70. Geburtstags. Haden litt seit Ende 2010 an einem Post-Polio-Syndrom, durch das er stark geschwächt war und zeitweise kaum noch schlucken konnte. Er starb im Juli 2014 im Alter von 76 Jahren in Los Angeles.

## Wichtige Bandprojekte

### Das ersteKeith Jarrett Trio
Im ersten Trio des Pianisten Keith Jarrett begegneten sich seit 1968 drei Musiker, die alle bereits in für den Jazz der 1960er Jahre äußerst bedeutsamen Bands gespielt hatten. Haden war durch sein Spiel mit Coleman bekannt, Paul Motian war der Drummer des Bill Evans Trios gewesen, und der Bandleader Jarrett selbst hatte zwei Jahre zuvor in der Band des Saxophonisten Charles Lloyd mit dessen früher Form von Ethno-Jazz für Furore gesorgt. Das Trio zeichnete sich durch einen ausgesprochen ästhetischen Eklektizismus aus, der alle beteiligten Musiker auch für ihre Zukunft prägen sollte. Zum seinerzeit für eine Jazzband außergewöhnlichen Repertoire der Gruppe zählten beispielsweise Interpretationen von Bob-Dylan-Songs (My Back Pages, Lay Lady Lay). Das Trio bestand bis Mitte der 1970er Jahre, als sich Jarrett mehr seiner Arbeit als Solist und seinem „europäischen“ Quartett (mit Jan Garbarek, Jon Christensen und Palle Danielsson) zu widmen begann. Zur Stammbesetzung wurden oft weitere Musiker hinzugezogen, darunter besonders häufig (auf Empfehlung Hadens) der Saxophonist Dewey Redman, mit dem 1976 als letztes gemeinsames Studio-Album die breit angelegte Survivors’ Suite entstand.

### Liberation Music Orchestra
Liberation Music Orchestra war der programmatische Name, den sich das Kollektiv von zunächst 13 Free-Musikern bei seiner Gründung 1969 gab: Ein Großteil des im Wesentlichen von Haden zusammengestellten und von Carla Bley arrangierten Repertoires waren „Befreiungslieder“ verschiedener Länder und Epochen. Diesen musikalischen Ansatz verfolgt die Gruppe bei wechselnder Besetzung und ohne allzu feste stilistische Festlegung bis in die Gegenwart. Haden stellte sich mit dem Liberation Music Orchestra erstmals intensiv der Herausforderung des Spiels im großen Ensemble. Neu war auch, dass er hier erstmals mit Einspielungen und Überblendungen von Tonbandaufnahmen fremder Musiker arbeitete (beispielsweise in Song for Che und Circus '68/'69). Auf die Arbeit mit dieser Collage-Technik sollte er später immer wieder zurückkommen, bei einigen Studioproduktionen des Quartet West (Haunted Heart, 1991) bilden die Überblendungen schließlich ein tragendes Stilelement des „cineastischen“ Klangbildes.

### Old and New Dreams
Old and New Dreams entstand Mitte der 70er Jahre als Quartett von Musikern, die sich alle in besonderer Weise dem Frühwerk Ornette Colemans verpflichtet fühlten: Haden, Don Cherry und der Drummer Ed Blackwell hatten alle bereits vor 1960 im Coleman-Quartett gespielt. Dewey Redman, der wie Coleman aus dem texanischen Fort Worth stammte, war seit 1968 zweiter Saxophonist neben Coleman in einer von dessen späteren Bands gewesen.

### Pat Metheny
Im Gegensatz zu Charlie Haden wurde der Gitarrist Pat Metheny zuerst durch eine Musik bekannt, die von Kritikern und Publikum als ausgesprochen konziliant und zugänglich – und darüber hinaus auf technischer Ebene höchst virtuos – empfunden wurde. Die tiefergehenden Gemeinsamkeiten der beiden scheinbar so konträren Musikertypen wurden erst im Laufe der Zeit offenbar. Der Gitarrist hatte bereits auf seiner ersten LP unter eigenem Namen (Bright Size Life, 1976) der Musik Ornette Colemans seinen Tribut gezollt. Im Lauf der kommenden Jahre spielte Metheny regelmäßig Interpretationen von Colemans Musik ein (1985 schließlich auch unter Beteiligung des Altmeisters selbst) und vergewisserte sich bei diesen Gelegenheiten nach Möglichkeit der Teilnahme Hadens. Beide Musiker verweisen auch auf die gemeinsame Heimat Missouri als Grund für das zwischen ihnen herrschende, tiefgehende ästhetische Einverständnis. Die Duo-CD Beyond the Missouri Sky von 1997, die den Geist der Musik des ländlichen Amerika reflektiert, gilt als musikalisch besonders gelungenes Produkt dieser Zusammenarbeit, dem darüber hinaus noch ein ungewöhnlich großer kommerzieller Erfolg und fast einhellige Zustimmung seitens der Kritiker zuteilwurde.

### Quartet West

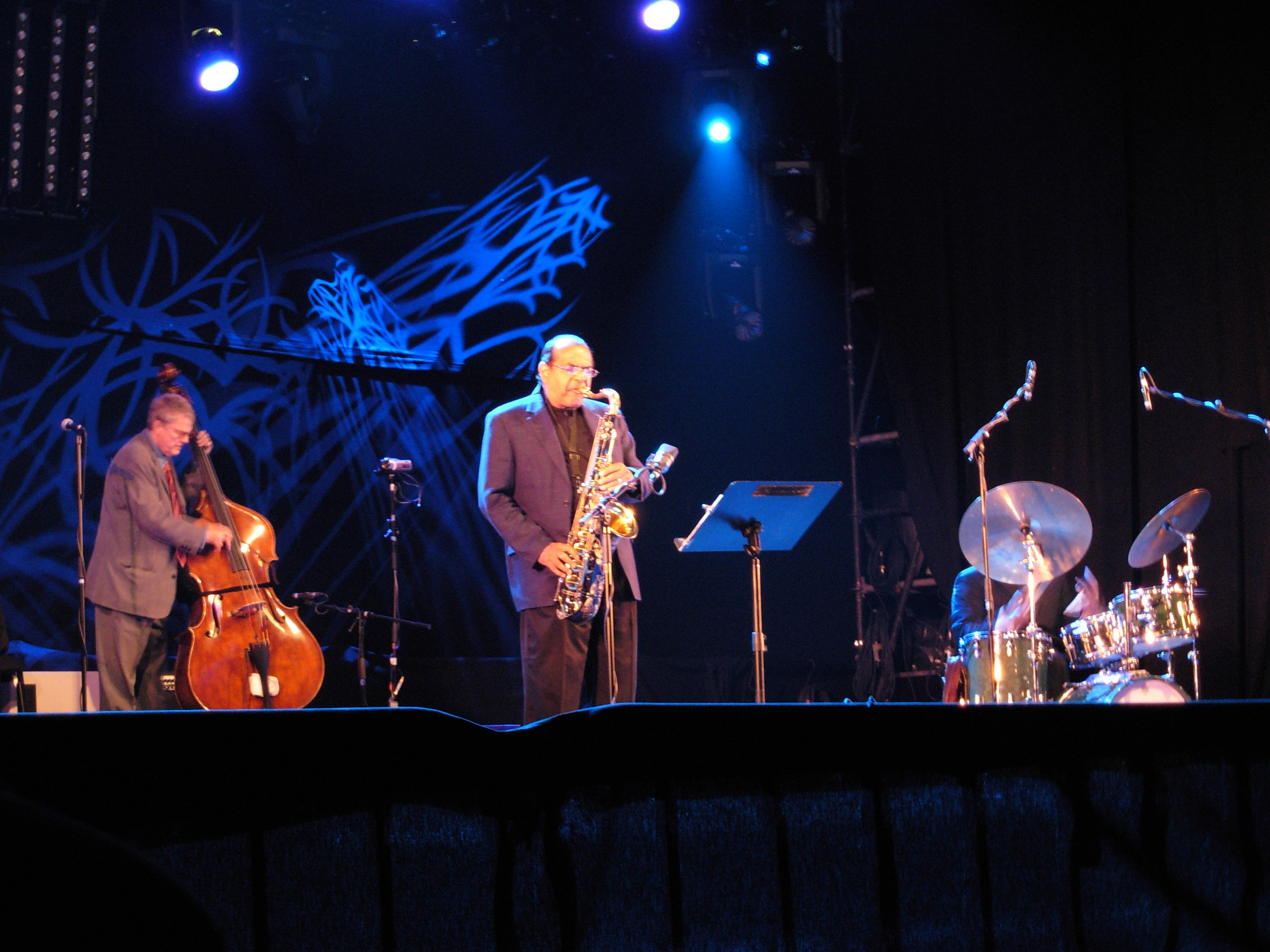
Charlie Haden Quartet West beim Blue Note Jazz Festival in Gent (2007)

Auf Anregung von Hadens Frau und Produzentin Ruth Cameron entstand Mitte der 80er Jahre das Quartet West, 1986 das gleichnamige Album. Wie der Name bereits andeutet, war die ursprüngliche Motivation, über eine Band aus hochkarätigen Musikern zu verfügen, die gleich Haden selbst in Kalifornien, also an der Westküste, ansässig waren. Zu den Gründungsmitgliedern zählen der neuseeländische Pianist Alan Broadbent (der auch für die Arrangements verantwortlich zeichnet) und der Tenorsaxophonist Ernie Watts, die der Band bis heute angehören. Der ursprünglich am Schlagzeug sitzende Billy Higgins wurde bereits 1988 von Larance Marable abgelöst. Das Quartet West ist in seinem Musizierideal einem ausgewogenen, „klassizistischen“ Klang verpflichtet, der diese Band für das breite Publikum besonders attraktiv gemacht hat. Die Produktionen des Quartetts bieten (unter anderem durch Klangcollagen) zahlreiche Rückbezüge auf Filme, Literatur und die Jazzszene der vergangenen Jahrhundertmitte, deren teils außermusikalische Implikationen zur Programmmusik tendieren.

### Kleine Besetzungen
Neben Ron Carter und Red Mitchell gehörte Haden zu den Bassisten, die mit Vorliebe die Herausforderung und kammermusikalische Intimität des Duo-Spiels suchten. Das Album Closeness von 1976 bietet Duo-Aufnahmen mit einigen der wichtigsten Partner Hadens zu dieser Zeit (Jarrett, Motian, Coleman und Alice Coltrane). Als besonders gelungen gelten daneben die Einspielungen mit Denny Zeitlin und Kenny Barron.
Neben eher konventionellen Triobesetzungen wie der Band mit der Pianistin Geri Allen und Paul Motian (Etudes, 1987), Saxophonisten wie Joe Henderson und Lee Konitz oder wiederum Pat Metheny an der Gitarre hat Haden auch mit ausgefalleneren Kombinationen gearbeitet. Vor allem in Europa erfreute sich die Kooperation mit Jan Garbarek und dem brasilianischen Multiinstrumentalisten Egberto Gismonti großer Bewunderung. Seit den 90er Jahren entwickelte Haden in Zusammenarbeit mit Musikern wie Gonzalo Rubalcaba und David Sánchez eine eigenständige, ebenfalls stark kammermusikalisch geprägte Spielart des Latin Jazz.

## Stilistik

### Allgemeine Charakteristika

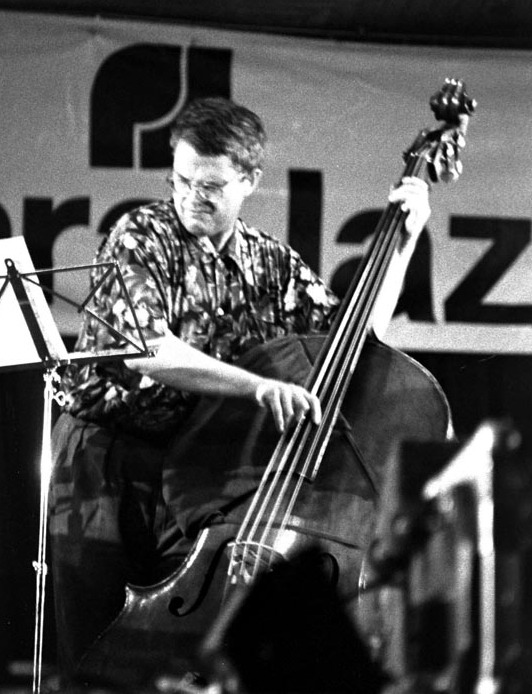
Haden beim Pescara Jazz Festival im Jahr 1990

Charlie Hadens Spielweise war gekennzeichnet von außerordentlichem Understatement: So gut wie nie stellte er seine – wenn auch nicht hochvirtuose, so doch solide – Instrumentaltechnik in den Vordergrund. Im Gegenteil neigte er dazu, für jede gegebene musikalische Situation eine denkbar simple Lösung zu finden. Damit stellte er sich in deutlichen Gegensatz zu den in der Jazzszene üblichen Gepflogenheiten, wo die handwerkliche Beherrschung des Instruments häufig als überproportional wichtiger Maßstab angelegt wird. Ähnlich wie der Pianist Thelonious Monk verschaffte sich Haden aber gerade durch seine „technische Verweigerung“ großen Respekt: „Charlie gehört zu denen, denen manchmal ein einziger Ton genügt, um Musik erklingen zu lassen“ (Ed Schuller).
In der Spielart des Free Jazz, wie sie im Umfeld Ornette Colemans entwickelt wurde, entstand der avantgardistische Klangeindruck häufig durch diese drastische Vereinfachung musikalischer Mittel. Hadens Melodik zielte daher weniger darauf ab, in einem musikalischen Kontext möglichst viele harmonische Implikationen anzudeuten, wie dies im Bebop gängige Praxis war, sondern vielmehr darauf, ein einmal etabliertes „tonales Zentrum“ möglichst lange beizubehalten. In rhythmischer Hinsicht sind seine Linien in aller Regel ebenso reduziert, erwecken aber durch geschickte Platzierung von Notenwerten die akustische Illusion eines permanenten, bewegten Geschehens. So verzichtete er in seiner Begleitung häufig auf die konstant durchgespielten vier Viertelnoten des klassischen Walking Bass, markierte aber mit dem nunmehr „aufgebrochenen“ Material den rhythmischen Grundpuls umso stärker.

#### Stilistische Einflüsse
Angefangen von der Country-Musik seiner Kinderjahre fügte Charlie Haden in seiner langen Karriere verschiedene Einflüsse zu einem ausgeprägten Personalstil zusammen. Den Jazz lernte er in den Spielarten kennen, wie sie im Los Angeles der späten 50er dargeboten wurden, also dem Bebop, dem Hard Bop und dem Cool Jazz. An der Entwicklung der wichtigen Jazzstile der 60er und 1970er Jahre war er selbst prägend beteiligt. Sein Interesse für Volksmusik im Allgemeinen und sein politischer und kultureller Einsatz zugunsten Lateinamerikas im Besonderen verhalfen ihm schließlich auch zur Anerkennung als kreativer Musiker im Genre des Latin Jazz. Musikerkollegen heben jedoch immer wieder hervor, dass all diese disparaten Elemente letztlich immer zu einem ganz eigenständigen Ganzen zusammengefügt werden:

“Charlie is this very interesting figure in the panorama of all musicians because he’s so many things to so many different people, and yet, at the same time, his thing is so singular. It’s not like somebody who […] has all kinds of musical personas that they can put on. He’s kind of that one thing – it just fits with so many different things.”

„Charlie ist eine interessante Gestalt im Panorama der Musikszene, weil er für so viele Menschen so viele verschiedene Dinge verkörpert und dabei doch immer ganz einzigartig bleibt. Er ist nicht wie jemand, der alle möglichen musikalischen Masken aufsetzen kann. Er ist genau dieses eine Ding, das nur eben zu so vielen anderen Dingen passt.“

#### Das „Selbstzitat“ als Stilmittel
Obwohl der Gründergeneration des freien Jazz zugerechnet, zeichnete sich Charlie Hadens Stil durch ein hohes Maß an kalkulierter innerer Struktur aus. Einmal gefundene musikalische Lösungen „recycelte“ er – insbesondere in seiner Solistik – zum Teil über Jahrzehnte in immer wieder neuer Weise. Dies ist im Jazz prinzipiell nichts Ungewöhnliches: Der deutsche Jazzkritiker Joachim-Ernst Berendt hat für solche sich im Laufe der Zeit weiterentwickelnden, weder vollkommen durchkonzipierten, noch völlig aus dem Stegreif erfundenen musikalischen Verläufe den Begriff des „Er-Improvisierten“ geprägt. Jedoch ist diese Arbeitsweise bei wenigen anderen Musikern so deutlich hörbar, so ausgiebig dokumentiert und über so lange Zeiträume verfolgbar wie bei Charlie Haden. Dass insbesondere seine Soli in hohem Maße auf bereits erprobtes Material zurückgreifen, erkennt der Hörer an der teilweise notengetreuen Wiederholung von Passagen an ganz verschiedenen Stellen im umfangreichen Schallplattenoeuvre dieses Musikers. Haden unterstützte seine Methode des konzipierten Solos dadurch, dass er bestimmte Lieblingsstücke über lange Zeit im Repertoire behielt und auffallend häufig bei Studioproduktionen in ganz unterschiedlichen Besetzungen aufnahm. In den frühen Jahren seiner Karriere gehörten zu diesen bevorzugten „Vehikeln“ die Eigenkompositionen Song For Che und Silence, die in späteren Jahren abgelöst wurden von anderen Originalwerken (First Song, Waltz for Ruth), zunehmend aber auch klassischen Jazzstandards (Body and Soul). Wenn auch bei dem häufigen Rückgriff auf die bevorzugten Eigenkompositionen kommerzielle Erwägungen (Tantiemen) und der Publikumsgeschmack eine Rolle gespielt haben mögen, lässt sich anhand der Analyse solcher Aufnahmen in chronologischer Reihenfolge ein recht guter Einblick in Hadens musikalische Denkweise gewinnen.

### Technische Details
Die beiden Kontrabässe, auf denen Haden über viele Jahre hinweg spielte, sind Modelle französischer Geigenbauer (ein Jean-Baptiste Vuillaume aus den 1840er Jahren sowie eine dem Stil des älteren Meisters nachempfundene, zeitgenössische Arbeit von Jean Auray). Auf beiden Instrumenten verwendete er D- und G-Saiten aus Naturdarm. Der auf diese Weise entstehende „warme“, „holzige“ Klang des Instruments stellt besondere Anforderungen an die elektroakustische Verstärkung, wie sie in vielen Bereichen der modernen Musik üblich ist. Ein mit Darmsaiten bespannter Bass bedarf der Verstärkung umso nötiger, da das Instrument mit diesem „Setup“ sich in aller Regel weniger gut durchsetzt als bei der Verwendung der moderneren, aggressiver klingenden Stahlsaiten. Seit den 1980er Jahren haben einige Herstellerfirmen für Tonabnehmer und Verstärker diesen besonderen Maßgaben Rechnung getragen und – zum Teil in direkter Zusammenarbeit mit Haden – die vorher nicht in geeigneter Qualität vorhandenen Geräte entwickelt.
Hadens Spieltechnik zeichnete sich durch große Ökonomie aus; er verließ auch im Solo die tiefen, klangvollen Lagen seines Instruments nur sporadisch. Die Pizzicato-Technik seiner rechten Hand entsprach im Großen und Ganzen der unter Jazzbassisten gebräuchlichen Spielweise. Dagegen mutete die Technik seiner linken Hand (mit der er die Töne auf dem Griffbrett greift) ausgesprochen „archaisch“ an. Da Folk- und Country-Bassisten bis auf den heutigen Tag in dieser Weise spielen, ist anzunehmen, dass Haden seit seinen ersten Anfängen auf dem Instrument diesen Fingersatz pflegte. Wenn diese Technik im Verhältnis zum „klassischen“ Fingersatz optisch auch etwas ungelenk wirken mag, so erzielte Haden mit ihr doch einen großen Reichtum an subtilen Klangnuancen und Verzierungen. Typisch für Hadens Stil ist seine ausgeprägte Vorliebe für Doppelgriffe, die er – wiederum meist in den tiefen Lagen – besonders gerne dann einsetzte, wenn er ganz unbegleitet spielte oder das Akkordinstrument, sofern überhaupt vorhanden, aussetzte (siehe hierzu unten das Exzerpt aus dem Ramblin’-Solo).

### Solistik
Anhand des Solos über Segment (enthalten auf der Quartet-West-CD Haunted Heart, 1991) können einige wesentliche Merkmale der Haden’schen Bass-Solistik gut aufgezeigt werden. Wie bereits erwähnt, ist in Hadens Fall der Begriff der Improvisation nur mit Vorbehalt anzuwenden.
Segment ist ein bebop head aus der Feder von Charlie Parker, den dieser am 5. Mai 1949 für Verve – also das gleiche Label, das über vier Jahrzehnte später auch Hadens Version veröffentlichen sollte – aufnahm. Das Stück ist über eine von den Beboppern gern verwendete und von ihnen als Minor Rhythm Changes bezeichnete Akkordfolge in Moll komponiert.

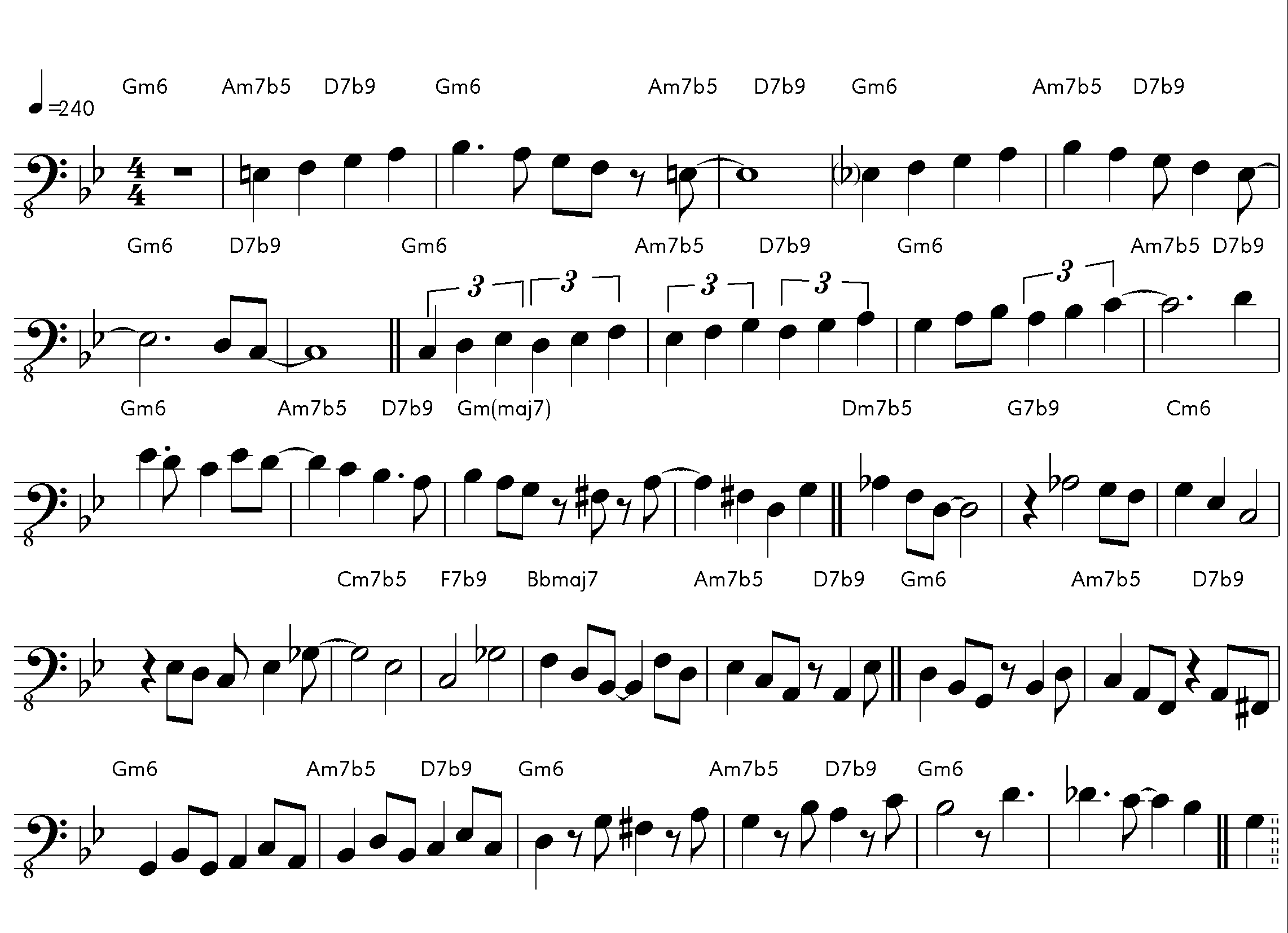
. Die notierten Akkorde werden während des Solos nicht gespielt, sondern sind nur – dem vorherigen Ablauf des Stücks entsprechend – impliziert.

Haden vereinfacht das Stück nun in der für ihn typischen Weise. Zunächst einmal wurde die Version des Quartet West vom originalen Bb-Moll (welches auf dem Kontrabass eine etwas „undankbare“ Tonart ist) in das wesentlich günstiger liegende G-Moll transponiert, auch wählt die Haden-Band ein etwas gemäßigteres Tempo als Parkers Quartett. Im Gegensatz zur Auffassung Parkers, der solche Stücke durch zahlreiche (implizierte oder ausgespielte) Ersatz- und Durchgangsakkorde zu erweitern pflegte, behandelt Haden das Stück zunächst so, als ob es überhaupt nur aus einem G-Moll-Tonikaakkord bestünde. Da Pianist Alan Broadbent für die 32 Takte des Bass-Solos aussetzt, wird der Eindruck einer modalen Passage (in Dorisch oder Äolisch) indirekt verstärkt. Haden schafft musikalische Intensität vor allem mit Mitteln des Rhythmus: Was als eine Fortsetzung des herkömmlichen Walking Bass (den Haden im vorangehenden Klaviersolo nur angedeutet hatte) beginnt, variiert er zuerst durch eine Figur in Vierteltriolen und dann durch zunehmend offbeatorientierte rhythmische Ideen.
Die Ausweichungen in verwandte Akkorde (die Subdominante C-Moll und die Durparallele Bb-Dur), wie sie das Akkordschema von Segment verlangt, realisiert die Melodie wiederum in denkbar schlichter und deutlicher Weise, indem Haden die Arpeggien dieser Klänge ausspielt. Eine verschlüsselte musikalische Hommage an den Komponisten des Stücks bringen die letzten sechs Takte des Solos, die eine weitere berühmte Nummer Charlie Parkers (mit eben dem später als Stilbezeichnung berühmt gewordenen Titel Bebop) zitieren und variieren. Typisch für die melodisch-harmonische Auffassung des Bassisten ist auch, wie er im Verlauf des Solos zunehmend und an rhythmisch exponierten Stellen gezielt „falsche“, das heißt besonders dissonante Töne setzt. Haden stützt sich hier, wie in vielen anderen Soli, auf die besonders spannungsreichen Intervalle der kleinen None sowie der verminderten und der übermäßigen Quinte (bezogen auf die Haupttonart). Er setzt solche Töne gern „unkommentiert“, das heißt ohne vermittelndes oder umspielendes melodisches Material, was den eigentlich auflösungsbedürftigen Klangcharakter besonders herausstellt.

## Musikalische Wirkung

### Innerhalb der Jazz-Szene
Die übergroße Mehrzahl der Bassisten hieß zu Beginn der 1960er Jahre die seinerzeit neuen Möglichkeiten für Besaitung und Verstärkung willkommen, da sie vor allem an einer flüssigen, virtuosen Spielweise interessiert waren, die es an Beweglichkeit den Gitarristen und Bläsern gleichtun wollte. Sie nahmen dabei den „metallischen“, etwas mageren Klang, der dem Kontrabass in seinen hohen Lagen ohnehin eignet und durch dünnere Besaitung und elektrische Verstärkung noch deutlicher hervortrat, als Kennzeichen eines zeitgenössischen Bassspiels durchaus wohlwollend in Kauf.
Haden, obwohl an der musikalischen Emanzipation des Jazzbasses an vorderster Front beteiligt, nahm im Rahmen dieser Bewegung eine Position ein, die im Vergleich zum Spiel von Scott LaFaro, Eddie Gomez, Ron Carter oder Niels-Henning Ørsted Pedersen technisch unspektakulär und rhythmisch-melodisch konservativ wirkte.
Erst Ende der 1970er Jahre begann eine neue Generation von Bassisten, denen technische Geläufigkeit als Selbstzweck keinen Reiz mehr bot, auf Charlie Haden als Vorbild zurückzugreifen, darunter zum Beispiel Ed Schuller oder Larry Grenadier. Hadens Fähigkeit zur „lakonischen“ Darstellung eigentlich komplexer musikalischer Situationen in wenigen, gezielt platzierten Tönen wird dabei von jüngeren Musikern besonders bewundert. Auch auf den reizvollen Klang der Darmsaiten greifen Kontrabassisten in den letzten Jahrzehnten wieder verstärkt zurück, auch wenn dies gewisse technische Eskapaden der älteren Virtuosen so gut wie unmöglich macht.

### Im Rock und Pop
Bis in die 1970er Jahre ließ Haden sich oft mit kritischen bis despektierlichen Bemerkungen über die Entwicklungen in Rock- und Popmusik vernehmen, Kritiker bespöttelten ihn umgekehrt (im Hinblick auf seine sozialkritische Pose) als „das wandelnde Gewissen des Free Jazz“. Dagegen zeigten etliche amerikanische und britische Rockmusiker (darunter Iggy Pop und John Martyn) teils lebhaftes Interesse an Hadens Musik. War Hadens Reaktion auf solche „Avancen“ anfangs zum Teil noch heftig ablehnend – er soll beispielsweise erwogen haben, gegen eine von Robert Wyatt 1975 eingespielte Version seines Song for Che gerichtlich vorzugehen –, so näherte er sich einige Zeit später der Popularmusik mit geringeren Vorbehalten. Hierbei mag eine Rolle spielen, dass seine vier Kinder ihrerseits musikalische Karrieren aufgenommen haben, allerdings weniger im Jazzsektor, sondern in Stilen wie Punk, Folk und ähnlichen.
Explizit auf Hadens Musik als Inspiration berief sich der englische Sänger Ian Dury: Das bekannte Riff aus Sex and Drugs and Rock and Roll habe er 1977 aus einem Solo Charlie Hadens entwickelt. Die fragliche Passage findet sich auf der bereits erwähnten Ornette-Coleman-LP Change of the Century. Sein Bass-Solo über das Stück Ramblin’ beendet Haden mit einer prägnanten achttaktigen Figur (auf der Aufnahme in etwa die zwanzig Sekunden von 4:39 bis 4:59), die durch praktisch exakte Wiederholung umso eingängiger wirkt:

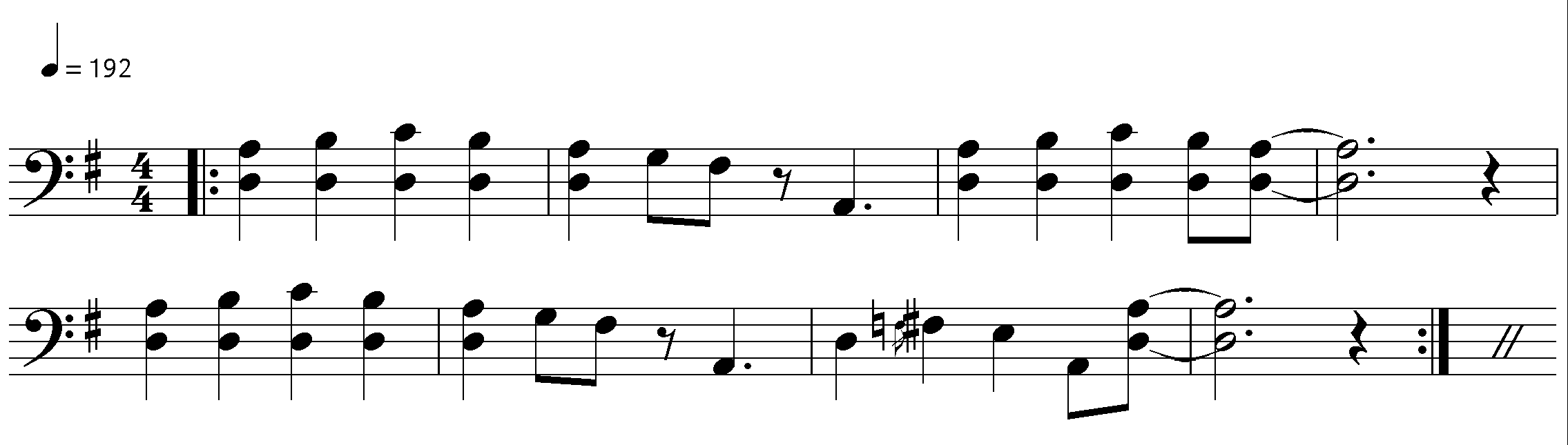

Das lick taucht in dieser Form oder Abwandlungen davon immer wieder in Hadens Musik auf, bemerkenswerterweise vornehmlich in Stücken, in denen der Musiker sich auf seine Country-Wurzeln bezieht, so etwa in dem seinen Eltern gewidmeten und nach dem Taney County in Missouri betitelten Stück auf der Erstlings-LP des Quartet West (1987) und mehrfach auf Beyond the Missouri Sky (1997).
Diese Figur in G-Dur liegt auf dem Kontrabass sehr dankbar. Dury transponiert die Melodie, so dass sie einer Rock-typischen Pentatonik in E (mit Durchgangstönen) entspricht, also auf der Gitarre praktisch „unter den Fingern liegt“. Durch eine eher nach Moll oder Blues klingende Weiterführung und die völlig andere rhythmische Auffassung wird der Charakter der ursprünglichen Figur bereits deutlich verfremdet, außerdem werden im weiteren Verlauf des Songs neue musikalische Ideen eingeführt, die mit der Aufnahme des Coleman-Quartetts nichts mehr gemeinsam haben.

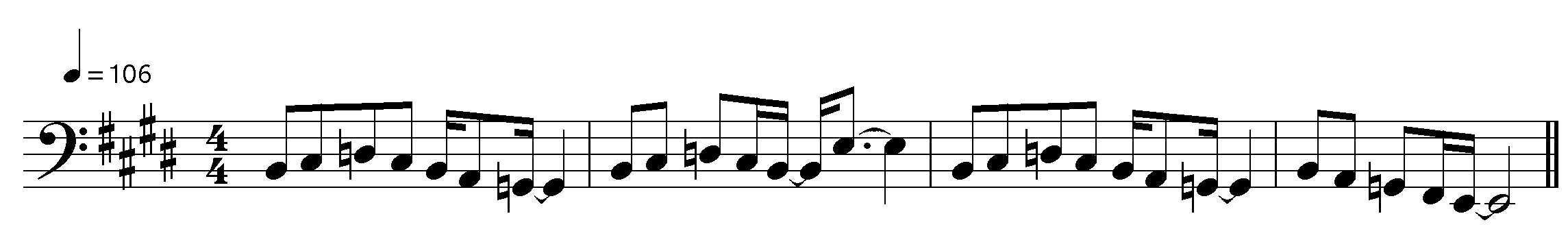

Ab den 1980er Jahren suchte Haden auch selbst in größerem Umfang die Zusammenarbeit mit dem Jazz nahestehenden Singer-Songwritern wie Rickie Lee Jones oder Bruce Hornsby und wirkte bei Konzerten und Studioaufnahmen dieser Musiker mit.

## Auszeichnungen
- Haden erhielt für seine Arbeiten dreimal einen Grammy, nämlich 1998 zusammen mit Pat Metheny für die CD Beyond the Missouri Sky als bester Jazz-Produktion des Jahres und – überraschenderweise – zweimal in der Sparte Latin Jazz (in den Jahren 2001 und 2004).[20] Viele weitere seiner Einspielungen wurden in den vergangenen Jahrzehnten für den Preis nominiert.
- Das Quartet West gewann unter anderem den „Readers’ Poll“ der Zeitschrift Down Beat als „Beste Band des Jahres 1994“. Bei der Kritiker-Umfrage desselben Magazins wurde die CD Always Say Goodbye zum „Album des Jahres 1993“ erkoren.
- In den bei den führenden Jazz-Zeitschriften üblichen, regelmäßigen Abstimmungen unter Kritikern und Fans belegt Haden in der Kategorie „Kontrabassist“ seit vielen Jahren unweigerlich vorderste Plätze.
- 1982 wurde Haden mit der Einrichtung eines Jazz-Studiengangs am California Institute of the Arts in Los Angeles betraut, wo er bereits ab 1975 einen Lehrauftrag hatte.
- Haden erhielt vier Kompositionsaufträge vom National Endowment for the Arts, ein Guggenheim-Stipendium und wurde von der Los Angeles Jazz Society für seine Verdienste um die Musikausbildung geehrt.
- International ausgezeichnet wurde der Musiker unter anderem mit dem französischen Grand Prix du Disque sowie dem Miles Davis Award des Jazzfestivals von Montreal. Das renommierte japanische Swing Journal hat Hadens Verdienste ebenfalls mit mehreren Auszeichnungen gewürdigt.
- 2011 erhielt er das Jazz Masters Fellowship der staatlichen NEA-Stiftung.
- 2012 erhielt er den Grammy für sein Lebenswerk.[21]

## Diskografie (Auswahl)
- Change of the Century und The Shape of Jazz to Come (mit Ornette Coleman, 1959)
- Free Jazz: A Collective Improvisation (mit Ornette Coleman, 1961)
- Somewhere Before (mit Keith Jarrett, 1968)
- Liberation Music Orchestra (1969)
- Escalator over the Hill (mit Carla Bley, 1971)
- Hamburg ’72, ECM 2014
- Closeness Duets (mit Keith Jarrett, Ornette Coleman, Alice Coltrane, Paul Motian, 1976)
- The Golden Number (Duets mit Don Cherry, Ornette Coleman, Hampton Hawes, Archie Shepp, 1977)
- Magico und Folk Songs (mit Jan Garbarek und Egberto Gismonti, 1979)
- 80/81 (mit Pat Metheny, Michael Brecker und Dewey Redman, 1979)
- Playing (mit Dewey Redman, Don Cherry und Ed Blackwell, 1981)
- The Ballad of the Fallen (Liberation Music Orchestra, 1982)
- Rejoicing (mit Pat Metheny und Billy Higgins, 1984)
- Ornette Coleman/Pat Metheny Song X (1985)
- Quartet West (Quartet West, 1987)
- Etudes (mit Geri Allen und Paul Motian, 1987)
- In the Year of the Dragon (mit Geri Allen und Paul Motian, 1989)
- Dream Keeper (Liberation Music Orchestra, 1990)
- Always Say Goodbye (Quartet West, 1993)
- Night and the City (mit Kenny Barron, 1996)
- Now Is the Hour (Quartet West, 1995)
- Beyond the Missouri Sky (mit Pat Metheny, 1997)
- The Montreal Tapes (1998)
- Nocturne (mit Gonzalo Rubalcaba und Ignacio Berroa, 2001)
- Not in Our Name (Liberation Music Orchestra, 2005)
- Rambling Boy (2008)
- Sophisticated Ladies (mit Cassandra Wilson, Diana Krall, Melody Gardot, Norah Jones, Renée Fleming und Ruth Cameron, 2010)
- Jasmine (mit Keith Jarrett, 2010)
- Come Sunday (mit Hank Jones, 2011)
- Last Dance (mit Keith Jarrett, 2014)
- Time/Life (Impulse, ed. 2016)
- Charlie Haden & Brad Mehldau: Long Ago and Far Away (Impulse!, 2018)